# DrSmile
DrSmile est une marque issue de l’entreprise allemande Urban Technology GmbH basée à Berlin.

## Historique
DrSmile a été fondée en 2016 à Berlin par Jens Urbaniak et Christopher von Wedemeyer. Urbaniak a travaillé pour Rocket Internet et est cofondateur de Go Butler. Von Wedemeyer est un ancien élève de la Frankfurt School of Finance & Management et auparavant, il a travaillé comme analyste. En juillet 2020, on a annoncé que le fabricant suisse d'implants dentaires Straumann a acquis une participation majoritaire dans la jeune entreprise et a pris une option sur le capital restant.

## Société
DrSmile détient des sites dans de nombreuses villes, telles que Berlin, Düsseldorf, Francfort, Hambourg, Cologne, Munich, Nuremberg, Stuttgart ou Hanovre. La société travaille en réseau et partenariat avec des dentistes et des orthodontistes.

## Traitement
DrSmile privilégie les traitements dentaires esthétiques employant des aligneurs invisibles. Ceux-ci sont utilisés pour corriger les malpositions dentaires de gravité mineure ou moyenne. Avant le traitement, les patients sont examinés par un dentiste afin de déterminer si les dents, les gencives et les mâchoires permettent de lancer cette procédure. Le cas échéant, le dentiste pourra créer une image radiographique. Une simulation en 3 D de la dentition montrera les modifications pouvant survenir au cours de la procédure. Ensuite, les patients recevront leurs aligneurs directement à leur domicile et devront les remplacer toutes les deux semaines. Des rendez-vous de contrôle sont programmés au milieu et à la fin du traitement, en outre les patients envoient un autoportrait chaque semaine à leur dentiste et suivent également les progrès accomplis au moyen d'une application. Les aligneurs sont fabriqués grâce à une imprimante 3D,,.

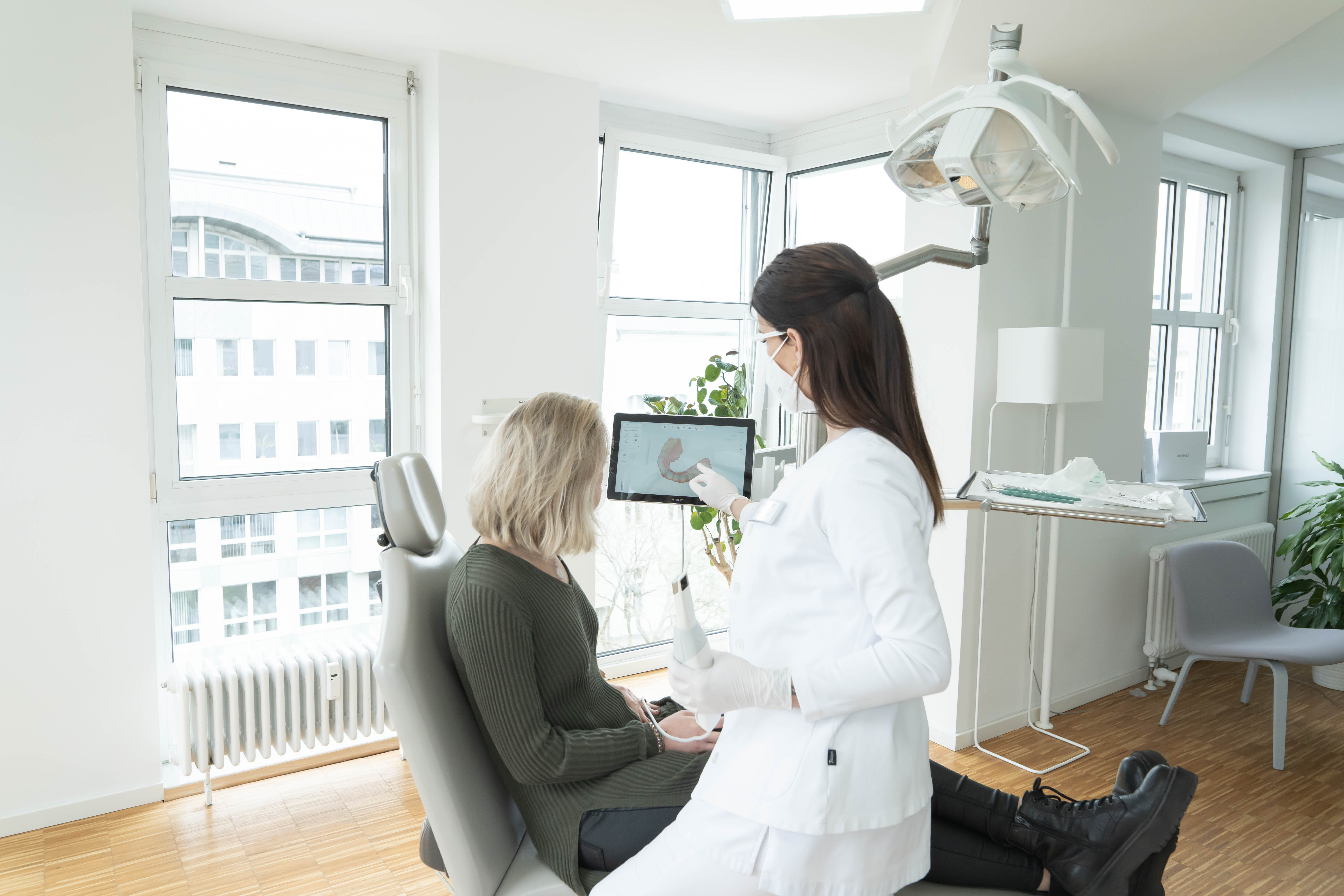
Traitement chez un dentiste.
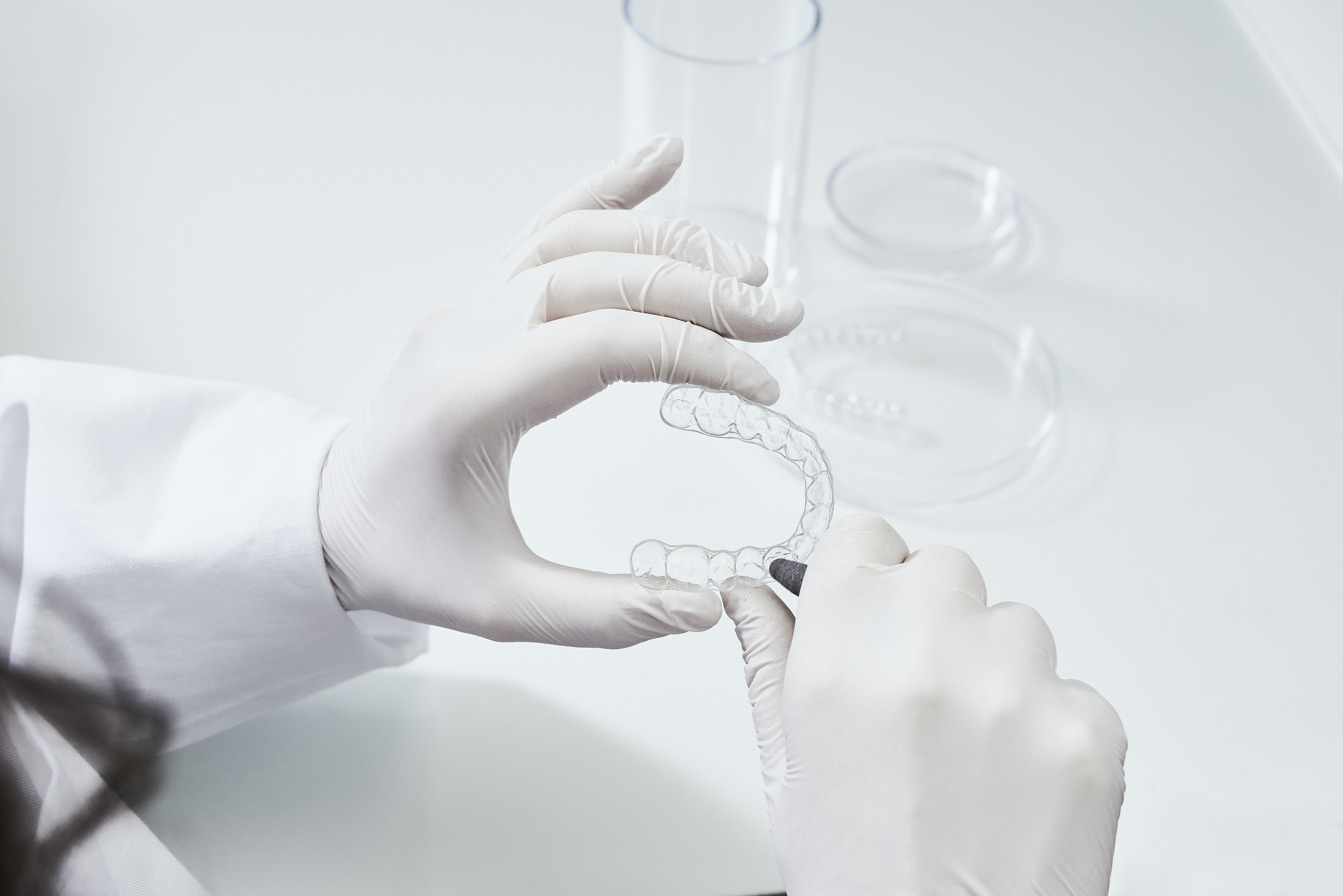
Production d'alignements.

## Critiques
Des sociétés comme DrSmile ont été critiquées par des dentistes en raison de l'absence de consultations médicales et d'examens médicaux. Cependant, ces critiques concernent principalement les situations dans lesquelles les patients réalisent l'empreinte de leurs dents chez eux sans avoir consulté un dentiste, alors que DrSmile travaille en collaboration avec des dentistes et des orthodontistes tout en gardant ses distances par rapport aux procédures qui n'incluent pas de consultations médicales effectuées par des professionnels,.
Une autre critique est que cette société n'est pas tenue de respecter l'éthique professionnelle des dentistes libéraux, usant ainsi de publicité auprès du grand public par les réseaux sociaux ou des spots télévisuels ; les clients ne sont pas protégés par les règles déontologique dont ils bénéficient lorsqu'ils consultent un dentiste ou un orthodontiste libéral.